# Fortaleza de Nossa Senhora da Conceição do Ilhéu

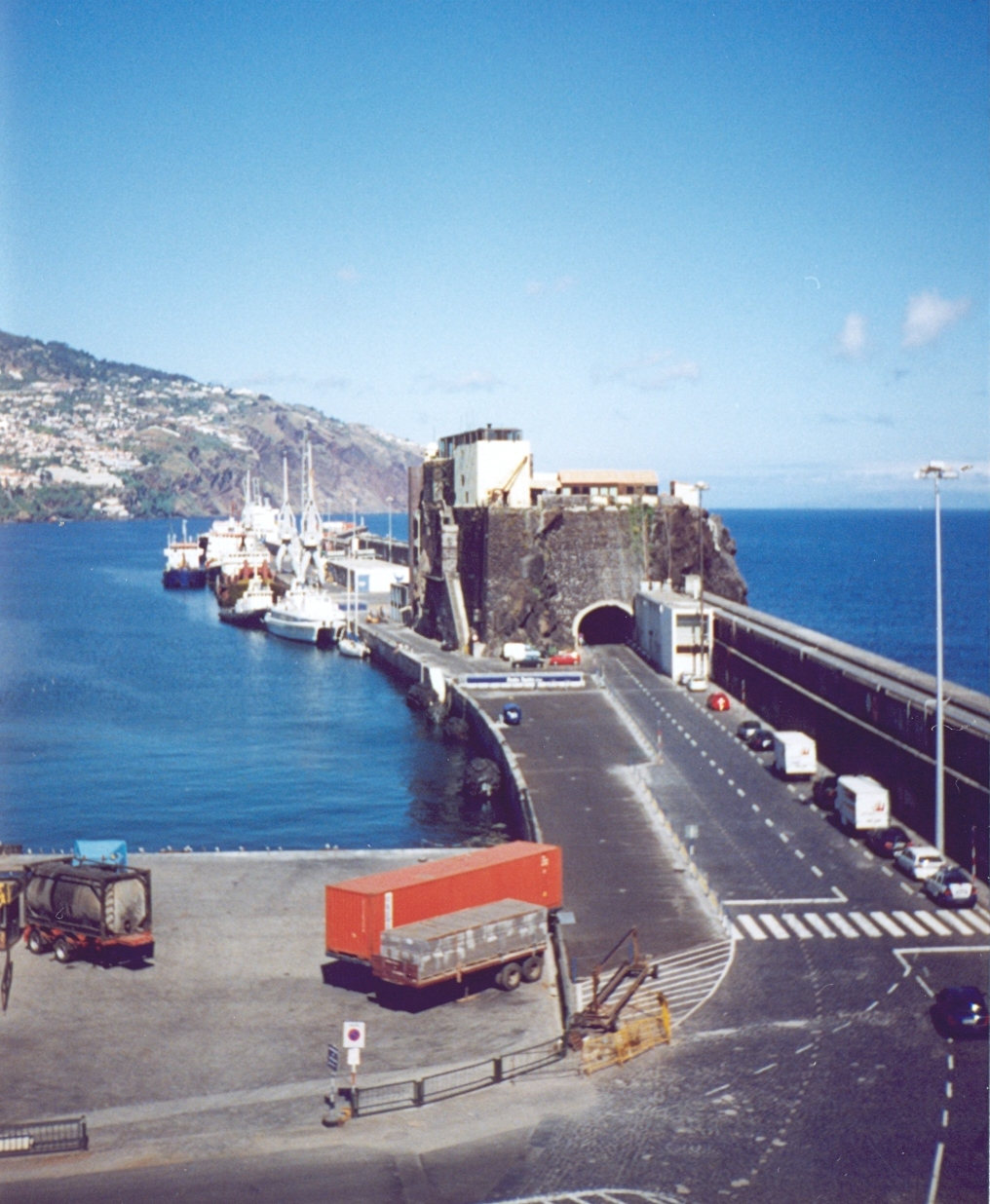
Fortaleza de Nossa Senhora da Conceição, Funchal.

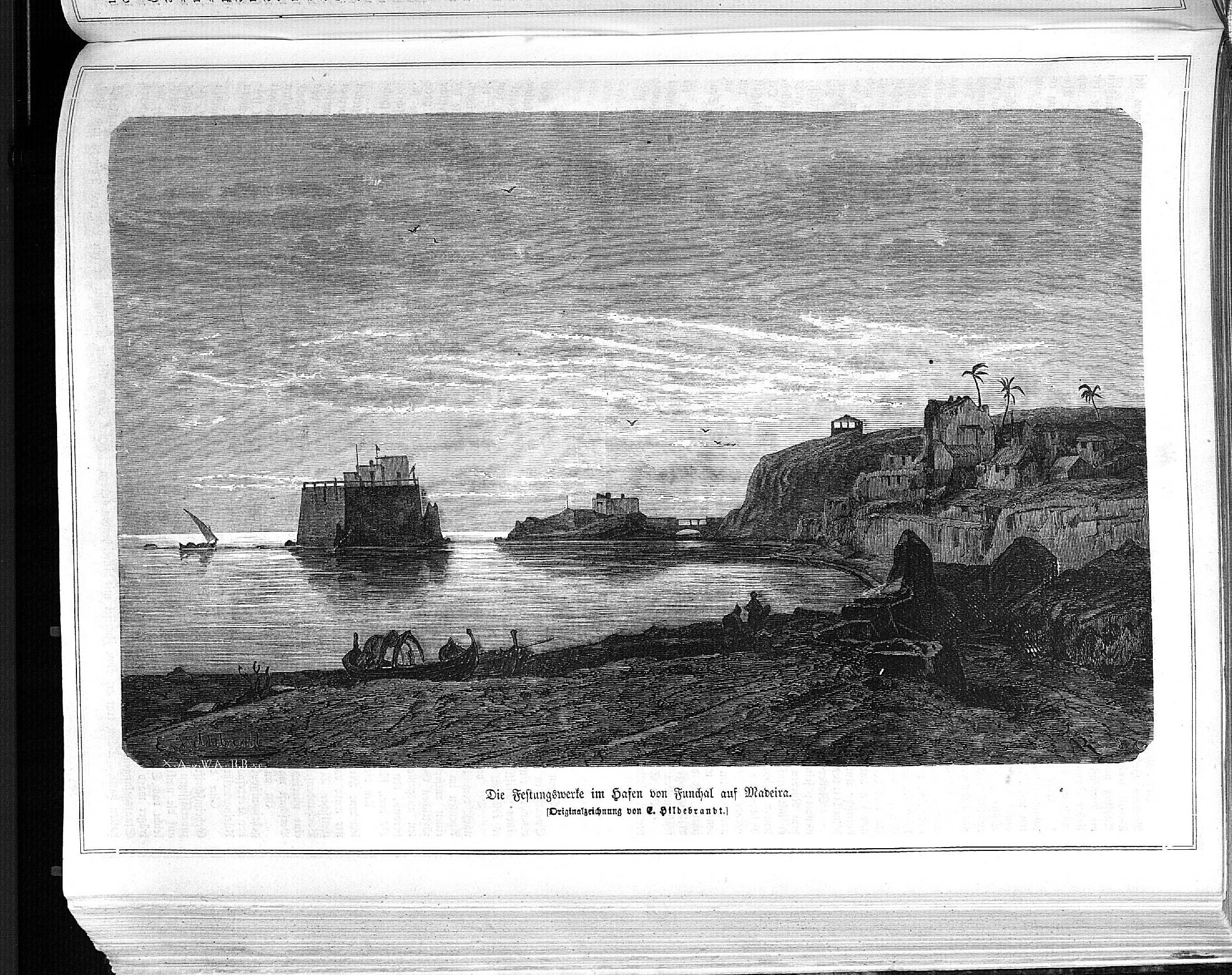
Fortificações do Funchal: ao centro a Fortaleza da Conceição ("Die Gartenlaube", 1859.)

A Fortaleza de Nossa Senhora da Conceição do Ilhéu localiza-se no centro histórico da cidade do Funchal, na Região Autónoma da Madeira.

## História

### Antecedentes
A ideia para uma fortificação no Ilhéu Grande foi originalmente proposta por Diogo Cabral, em 1553, em carta endereçada da Calheta a João III de Portugal, expondo as repetidas investidas de corsários à Madeira, referindo:
"Neste porto do Funchal está um Ilhéu, de altura de trinta braças (60 metros) e mais. Nele se houvera de fazer a fortaleza, porque assegura o porto, sem se nele poder surtir. Com pouca despesa se fará. Dez homens a defenderiam a todo o poder do Turco. É de rocha talhada, sem ter mais de uma subida, e poucos a podem trepar. E de terra, [dista] quanto uma boa besta possa lançar uma seta. E ao pé, terá seis braças de fundo."

### A construção do forte
Face ao aumento do movimento no porto do Funchal em meados do século XVII, tornou-se patente a necessidade de reforço da sua fiscalização e segurança. Assim, para complemento do Reduto da Alfândega do Funchal tornou-se necessário a construção de uma nova fortificação no chamado Ilhéu Grande.
Acredita-se que as suas primeiras obras devam ter decorrido em meados da primeira metade do século XVII, entre 1634 e 1636, sob o governo de D. João de Menezes, embora os trabalhos não devam ter sido mais do que um reconhecimento do local e do ajuntamento, no mesmo, de alguma pedra e cal, razão pela qual os governadores seguintes terem afirmado que a levantaram "…da primeira pedra". As primeiras obras efetivas datam do contexto da Guerra da Restauração. Encontra-se referida em uma ordem do Governador, datada de 1642. Após a construção do Reduto da Alfândega, os moradores da cidade, aproveitando a chegada do novo governador, Bartolomeu Vasconcelos da Cunha (1651), solicitaram a construção efetiva de uma fortificação no ilhéu. O pedido foi formalizado a Lisboa através de cartas do Provedor da Fazenda, Francisco de Andrada, e do governador, informando que as obras nada custariam à Fazenda Real, de vez que seriam executadas pela imposição aos moradores para reparação e conservação das fortificações. Desse modo, em 10 de fevereiro de 1652 o soberano concedeu a autorização, com base na mão-de-obra "…da gente da terra, por companhias ou esquadras…", no fornecimento do material também por parte dos moradores ("…para a alvenaria os ditos moradores se ajustarião convosco, de sorte que acudirião à obra com as [suas] pessoas e fazendas…") e para a guarnição, com o pessoal da Fortaleza de São Lourenço, "…a outra fortaleza que hoje há (…) para se escusarem outros soldados e despesas". A sua traça era bastante diferente da atual, como desenhada por Bartolomeu João em 1654: a iconografia mostra uma fortificação com planta circular, artilhada com seis peças montadas em suas carretas. Ao centro do terrapleno ergue-se isolada a Casa da Guarda, também de planta circular. A comunicação com o exterior era feita por um largo Portão de Armas em cantaria trabalhada, encimado por arco de volta perfeita e com um nicho superior inscrito no arco. Adiante da porta desenvolvia-se um balcão e uma longa escadaria de três lanços estendia-se até ao mar. Sobre o portão de armas encontra-se a seguinte inscrição epigráfica:
"Esta Fortaleza fez o Governador e Capitão general Bartolomeu Vasconcelos da Cunha da primeira pedra do cimo, no ano de 1654. Neste tempo era provedor da Fazenda Francisco de Andrada, que assistia às despezas da fortificação e ajudou muito esta obra"..
O provedor descreveu, em carta de 21 de abril de 1664, as dificuldades das obras, opinando que em breve a fortaleza estaria quase concluída e que o relativo atraso nas obras devia-se a ter-se dado "…por uma parte dela com quantidade de rocha rija", pelo que "os gastadores" estavam "desbastando sempre" e assim se iria "continuando a romper a dita pedra, até ficar capaz de se de poder obrar com pedra e cal". Prossegue opinando que em breve estaria apta a receber seis peças de artilharia, três de bronze e três de ferro e, quando pronta, "capaz de 12", salientando que as peças a ser instaladas "…haveriam de ser de alcance, e não como as que possui, que são meios-canhões". À época, a fortaleza encontrava-se guarnecida desde 1658, encontrando-se, como referido, artilhada.
A 23 de março de 1670, o provedor, também em carta, volta a informar sobre o andamento das obras: "A fortaleza do Ilhéu se começou a fabricar há quatorze anos, pouco mais ou menos. E há doze anos que assistem nela soldados em casa que têm, com 6 peças de artilharia: 3 de bronze e 3 de ferro; com um mastro no meio dela, com um estandarte que dá sinal a esta cidade por que parte aparecem os navios". Na mesma missiva, solicita que seja atribuída uma verba de para lenha e azeite para o corpo da guarda do Ilhéu, sugerindo que se devia fazer como na de São Lourenço, vindo "um escrito" à Alfândega para que o almoxarife o pudesse pagar. A autorização chegou ainda nesse ano, com data de 30 de agosto. Nesse mesmo ano, "os soldados do presídio da ilha da Madeira", em petição ao Príncipe-regente D. Pedro, solicitaram "que por sua devoção se hião instituindo em uma confraria de Nossa Senhora da Conceição, que serviam com muito zêlo na fortaleza do Ilhéu do Mar, onde metiam suas guardas e faziam vigias". Eram, portando, soldados da Fortaleza de São Lourenço, destacados para o serviço do Ilhéu. Na petição narravam como tinham levantado um oratório, mas que este se encontrava "…com grande indecência, sem o devido ornato…". Tinham então intenção de fazer "uma ermida, em parte da mesma fortaleza que não fizesse dano, o que não podiam conseguir por serem pobres e não terem mais que o seu soldo", finalizando por pedir ao futuro soberano a construção da capela, comprometendo-se a arcar com as imagens, retábulo e os demais ornamentos necessários. O Príncipe-regente despachou favoravelmente a petição a 9 de novembro de 1672, determinando medir o lugar e que "…com o mínimo de despesa possível", se fizesse a construção. Entretanto, a ordem só veio para o Funchal dez anos depois, expedida de Lisboa a 27 de outubro de 1682 e registrada no Funchal a 28 de Janeiro de 1683. Deve ter ficado pronta, com uma cisterna, em 1687, conforme inscrição epigráfica: "Esta igreja e cisterna fez o governador e capitão general Pedro de Lima no ano de 1687". Há notícia de que o seu primeiro capelão foi o padre Manuel de Andrade, com um ordenado de 18$ anuais.
Em 1698 foi nomeado o seu primeiro condestável, Simão Fernandes Forte, quando estava guarnecida por 12 artilheiros com um soldo de 30 réis por dia. Nessa época os pescadores eram obrigados à condução de víveres para o ilhéu sem remuneração alguma. Porém, em casos extremos, se o mar de todo o impedisse, era lançado um cabo a terra para acudir a guarnição isolada.
A fortaleza começou a trabalhar sem depender da de São Lourenço no último quartel do século XVII. Nesse período terá passado a exercer a função de Registro do porto, salvando os navios que entravam e assinalando para terra a sua proveniência. Até essa época, como se depreende dos pagamentos da fortificação de 1673, o movimento das despesas do Ilhéu ia essencialmente para os batéis de Brás Moniz, que faziam os transportes de "serviço dos soldados". Com o aumento do movimento do porto, aumentaram as despesas da pólvora, em escalada contínua entre 1675 e 1689. Diante do esforço suplementar dos artilheiros do Ilhéu, o soberano concedeu-lhes, em 1691, um suplemento de "meio tostão por dia, na forma como são os soldados pagos do dito castelo de São Lourenço". Em 1692, a fortaleza do Ilhéu veio mesmo a ter capelão privativo, lugar em que foi provido o padre José de Andrada.

### Do século XVIII aos nossos dias
Em 1771, o sargento-mor Luís de Alincourt projetou a união dos dois ilhéus, o que só ocorreria, entretanto, um século mais tarde.
A fortificação deixou de ficar insulada quando da construção do molhe da Pontinha, que nela entesta. De acordo com o "Elucidário", em 1921 contava com uma estação semafórica e um farolim.
Atualmente em seu interior funciona o Design Centre Nini Andrade Silva.